# Шацьк
Шацьк (Шацьке, Шечко) — селище в Україні, центр Шацької селищної територіальної громади і донедавна Шацького району, а нині Ковельського району Волинської області. Населення — 5334 осіб (2021). Відомий на всю Україну курортний та рекреаційний центр.
Селище розташоване у мальовничій місцевості в західній частині Волинського Полісся, в оточенні 30 озер, які інколи називають Шацькими (Чорне Велике, Світязь, Пулемецьке, Луки, Люцимер, Соминець, Карасинець, Озерце та інші).
Вперше згадується в 1410. У 1984 мешкало 5700 осіб. Розвинена харчова промисловість, лісовий коледж. Під назвою Шацьк відомий з 1788 року (до того звався Шечко).

## Походження назви
Про походження назви селища існують різні припущення:
- за однією з версій, назва «Шацьк» походить від особливостей ландшафту. Місцевість навколо Шацька завжди була дуже болотиста, хитка. Від слова «шататись» походить назва «Шатськ», а за спрощення вимови та чергування приголосних лишилась назва «Шацьк»;
- за іншою версією, коли тут селились люди, то їх зустріла багата, прекрасна, квітуча природа. Дрімучі ліси і ніби дзеркальця серед них озера, ошатна, гарна місцевість. З часом буквенне скорочення призвело до появи назви[3];
- також існує версія, що назва походить від давнього scaz — «гроші», німецького schatz — «скарби»[4].
- з латини: "Shack" - хата, халупа.

## Символіка селища
Символікою селища Шацьк є герб, прапор та хоругва, затверджені рішенням Шацької селищної ради.
Герб Шацька — на червоному полі зображення золотого Тризуба князя Святополка-Михайла сина князя Ізяслава-Дмитра, внука князя Ярослава Мудрого, правнука Володимира Великого. Щит обрамований декоративним картушем і увінчаний червоною мурованою короною з трьома вежками.
Прапор Шацька — квадратне полотнище зі співвідношенням сторін 1:1 червоного кольору із зображенням герба Шацька — Тризуба князя Святополка.
Хоругва — прямокутне полотнище зі співвідношенням сторін 3:2 білого кольору із зображенням герба селища — Тризуба князя Святополка на гербовому щиті в картуші міста з червоною мурованою короною, як символом важливості і давності міста з часів Київської Руси.

## Органи влади
Місцеві органи влади представлені Шацькою селищною радою, яка входить до складу Волинської області України. Окрім Шацька, селищній раді підпорядковються ще 30 населених пунктів. Голова селищної ради — Карпук Сергій Вікторович.

## Географія
Селище розташоване в центрі Шацького району, який розміщений в північно-західній частині Волинської області на північному заході України. Площа селища 9,33 км². Воно знаходиться на відстані близько 17 км від кордону з Польщею і приблизно за 11 км від кордону з Білоруссю. Висота над рівнем моря — 170 м. Селище оточують Шацькі озера.
| Сусідні села |          |          |
| Пульмо       | Затишшя  | Мельники |
| Світязь      | Шацьк    | Вілиця   |
| Омельне      | Положеве | Плоске   |

### Клімат
Клімат Шацька помірно-континентальний, з м'якою зимою і теплим літом. Середньорічна температура повітря становить 7,4 °С, найнижча вона у січні (мінус 4,9 °С), найвища — в липні (18,0 °С).
У середньому за рік у Шацьку випадає 560 мм атмосферних опадів, найменше — у березні, найбільше — в липні. Щороку утворюється сніговий покрив. Відносна вологість повітря в середньому за рік становить 78 %, найменша вона у травні (64 %), найбільша — у грудні (89 %).
Найменша хмарність спостерігається в серпні, найбільша — в грудні. Найбільшу повторюваність у селищі мають вітри із заходу, найменшу — з північного сходу. Найбільша швидкість вітру — у листопаді, найменша — влітку. У січні вона в середньому становить 4,1 м/с, у липні — 2,8 м/с.
Спостереження за погодою веде метеостанція в Світязі.
| Клімат Шацька                                              | Клімат Шацька | Клімат Шацька | Клімат Шацька | Клімат Шацька | Клімат Шацька | Клімат Шацька | Клімат Шацька | Клімат Шацька | Клімат Шацька | Клімат Шацька | Клімат Шацька | Клімат Шацька | Клімат Шацька |
| Показник                                                   | Січ.          | Лют.          | Бер.          | Квіт.         | Трав.         | Черв.         | Лип.          | Серп.         | Вер.          | Жовт.         | Лист.         | Груд.         | Рік           |
| Середній максимум, °C                                      | −2            | −1            | 3             | 11            | 18            | 20            | 22            | 22            | 17            | 11            | 4             | 0             | 10            |
| Середня температура, °C                                    | −4,9          | −3,5          | 0,9           | 8,0           | 13,8          | 16,8          | 18,0          | 17,4          | 13,3          | 7,9           | 2,6           | −2            | 7,4           |
| Середній мінімум, °C                                       | −7            | −6            | −1            | 3             | 8             | 11            | 14            | 12            | 9             | 4             | 0             | −4            | 3             |
| Норма опадів, мм                                           | 31            | 31            | 27            | 39            | 60            | 68            | 76            | 61            | 56            | 37            | 36            | 38            | 560           |
| ---------------------------------------------------------- | ------------- | ------------- | ------------- | ------------- | ------------- | ------------- | ------------- | ------------- | ------------- | ------------- | ------------- | ------------- | ------------- |
| Джерело: Кліматичні дані Шацька на сайті«www.meteoprog.ua» |               |               |               |               |               |               |               |               |               |               |               |               |               |

## Населення
| Динаміка зміни чисельності населення Шацька | Динаміка зміни чисельності населення Шацька | Динаміка зміни чисельності населення Шацька | Динаміка зміни чисельності населення Шацька | Динаміка зміни чисельності населення Шацька | Динаміка зміни чисельності населення Шацька | Динаміка зміни чисельності населення Шацька | Динаміка зміни чисельності населення Шацька | Динаміка зміни чисельності населення Шацька | Динаміка зміни чисельності населення Шацька | Динаміка зміни чисельності населення Шацька | Динаміка зміни чисельності населення Шацька | Динаміка зміни чисельності населення Шацька | Динаміка зміни чисельності населення Шацька | Динаміка зміни чисельності населення Шацька | Динаміка зміни чисельності населення Шацька | Динаміка зміни чисельності населення Шацька | Динаміка зміни чисельності населення Шацька | Динаміка зміни чисельності населення Шацька | Динаміка зміни чисельності населення Шацька | Динаміка зміни чисельності населення Шацька | Динаміка зміни чисельності населення Шацька |
| Рік                                         | 1860                                        | 1906                                        | 1911                                        | 1921                                        | 1935                                        | 1959                                        | 1970                                        | 1979                                        | 1989                                        | 1992                                        | 1998                                        | 2001                                        | 2003                                        | 2004                                        | 2005                                        | 2006                                        | 2007                                        | 2008                                        | 2009                                        | 2010                                        | 2011                                        |
| ------------------------------------------- | ------------------------------------------- | ------------------------------------------- | ------------------------------------------- | ------------------------------------------- | ------------------------------------------- | ------------------------------------------- | ------------------------------------------- | ------------------------------------------- | ------------------------------------------- | ------------------------------------------- | ------------------------------------------- | ------------------------------------------- | ------------------------------------------- | ------------------------------------------- | ------------------------------------------- | ------------------------------------------- | ------------------------------------------- | ------------------------------------------- | ------------------------------------------- | ------------------------------------------- | ------------------------------------------- |
| Кількість                                   | 1557                                        | 2886                                        | 2543                                        | 1752                                        | 3352                                        | 4478                                        | 4201                                        | 5271                                        | 6012                                        | 6000                                        | 6100                                        | 5708                                        | 5671                                        | 5572                                        | 5510                                        | 5456                                        | 5420                                        | 5376                                        | 5378                                        | 5372                                        | 5370                                        |
| Джерело                                     | [ 9 ]                                       | <—                                          | [ 10 ]                                      | [ 9 ]                                       | [ 11 ]                                      | [ 12 ]                                      | <—                                          | <—                                          | <—                                          | <—                                          | <—                                          | <—                                          | <—                                          | <—                                          | <—                                          | <—                                          | <—                                          | <—                                          | [ 2 ]                                       | <—                                          | <—                                          |

### Мова
Розподіл населення за рідною мовою за даними перепису 2001 року:
| Мова       | Відсоток |
| ---------- | -------- |
| українська | 98,72%   |
| російська  | 0,95%    |
| інші       | 0,33%    |

## Історія

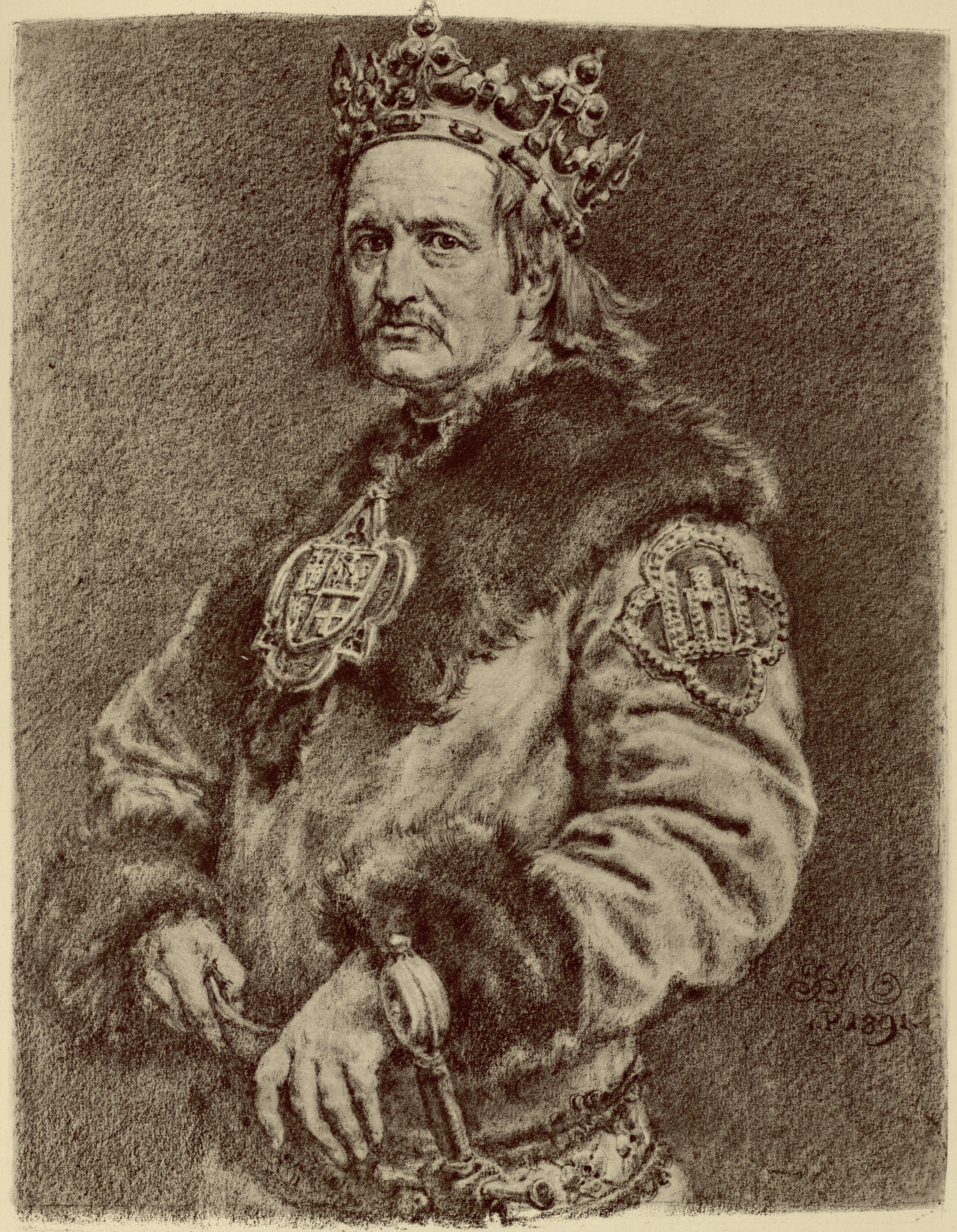
Владислав ІІ Ягайло

Перша згадка про Шацьк припадає на 1410 рік, коли польський король Владислав ІІ Ягайло послав мисливців до Шацьких лісів для заготівлі м'яса на військові потреби:
| | \| Відзначивши свято Різдва Христового в Любомлі, Владислав, король польський, від’їжджає в Любохню, Шацко і Ратно і поновлює заняття полюванням, запасаючи м'ясо наздогнаних звірів для прусської війни.[13] \| |
| Відзначивши свято Різдва Христового в Любомлі, Владислав, король польський, від’їжджає в Любохню, Шацко і Ратно і поновлює заняття полюванням, запасаючи м'ясо наздогнаних звірів для прусської війни. | |

За люстрацією 1564 року Шацьк (в люстрації називається Шечко) налічував 35 дворів тяглих селян, 7 городників, 3 комірники і 33 рибалки. Всі ці категорії населення перебували на становищі кріпаків. Загальна сума податків з села визначалась в розмірі 419 злотих і 29 грошей на рік.
У 1595 році Шацьк згадується в документах як містечко.
у 1812 році під час Франко-російської війни Шацьк в складі північно-західної Волині був територією, по якій проходили наполеонівські війська. В середині вересня 1812 року Шацьк був уже вільний від французів.
З 1768 до 1849 року селище належало родині феодала Браницького. Пізніше царські власті конфіскували землі Браницького і селяни Шацька набули статусу державних. З початку викупу земель поглиблюється майнова нерівність. За люстрацією 1874 року з 305 дворів лише 43 одержали «повний наділ» , 186 півнаділу, решта і того менше. у 1906 році в Шацьку налічується 428 дворів і 2886 чоловік населення.

У книзі Олександра Цинкаловського «Стара Волинь і Волинське Полісся» зустрічаємо такі рядки: 
| | \| ШАЦЬК, містечко на півночі Володим. пов., в околиці т. зв. великих, волинських озер, при озері Люцимир, або Ліцомир, 101 км від Володимира. Наприкінці 19 ст. було там 428 домів і 2,713 жителів, дерев’яна церква, початкова школа, пошта, волость. Перед тим було це «казьонне» село і було там наприкінці 19 ст. 194 домів і 1,557 жителів, церква. Село при озері недалеко від джерел р. Прип’яті. Озеро велике і гарне, в яке втинається півострів. Колись було дуже рибним. Село входило від кінця 14 ст. до Любомельського староства. За переписом 1911 р. в містечку Ш. було 2,543 жителів, волость, пошта, телеграф, земська поштова станція, одноклясова школа, шпиталь, лікар, 5 крамниць, 1 горілчана крамниця і 3 ярмарки річно. На березі озера Люцемира було овальне городище, яке займало ¼ га. На березі в уроч. Остре був курган до 4 метр. високий, на чотирокутній основі. Цей курган зветься тут «Гора».[10] \| |
| ШАЦЬК, містечко на півночі Володим. пов., в околиці т. зв. великих, волинських озер, при озері Люцимир, або Ліцомир, 101 км від Володимира. Наприкінці 19 ст. було там 428 домів і 2,713 жителів, дерев’яна церква, початкова школа, пошта, волость. Перед тим було це «казьонне» село і було там наприкінці 19 ст. 194 домів і 1,557 жителів, церква. Село при озері недалеко від джерел р. Прип’яті. Озеро велике і гарне, в яке втинається півострів. Колись було дуже рибним. Село входило від кінця 14 ст. до Любомельського староства. За переписом 1911 р. в містечку Ш. було 2,543 жителів, волость, пошта, телеграф, земська поштова станція, одноклясова школа, шпиталь, лікар, 5 крамниць, 1 горілчана крамниця і 3 ярмарки річно. На березі озера Люцемира було овальне городище, яке займало ¼ га. На березі в уроч. Остре був курган до 4 метр. високий, на чотирокутній основі. Цей курган зветься тут «Гора». | |

В період Першої світової війни багато господарств примусово були «евакуйовані» до Росії. Російський імперський режим навесні 1915 року здійснював примусове виселення селянства, в першу чергу чоловіків призовного віку (від 17 до 45 років), щоб зберегти кадри для поповнення армії і позбавити ворога трудових ресурсів. Їх повернення назад затяглося на роки. В середині серпня 1915 року почалася «примусова евакуація» в стоверстовій прикордонній смузі всього населення від 12 до 50 років, що супроводжувалася «знищенням запасів продовольства, відведенням худоби, коней, що є для населення найбільшим лихом і повним руйнуванням». Волинян евакуйовували до східних губерній Російської імперії. Їх повернення назад затяглося на роки. Жовтневий переворот у Росії докотився і до Шацька. За спогадами старожилів і архівними документами, в Шацьку діяв ревком.
З кінця 1920 року до вересня 1939 року Шацьк входив до складу Польщі. Після захоплення Червоною Армією 22 жовтня 1939 року шачани обрали Редька Олексія Івановича делегатом Народних Зборів України, Народні Збори у Львові 27 жовтня 1939 року ухвалили рішення щодо об'єднання Західної України з Українською РСР.
17 січня 1940 року Шацьк став районним центром, а в березні цього ж року відбулися вибори до місцевих рад. Відкрилась семирічна школа. Всі діти дістали змогу вчитися рідною мовою.
Весною 1941 року в Шацьку радянська влада силоміць створила три колгоспи.
25 червня німці окупували селище. За період до 21 липня 1944 року нацисти знищили близько тисячі жителів Шацька та навколишніх сіл, переважно єврейської національності, спалили десятки селянських дворів, що прилягали до селища. 183 юнаків і дівчат вивезли до Німеччини на роботи.
В лісах навколо Шацька три місяці, з березня до червня 1942 року, діяв радянський партизанський загін імені К. Ворошилова. Його командир, колишній член КпЗУ Степан Шковорода був десантований до Шацького району восени 1941 року. В червні 1942 року загін перейшов у Ратнівський район, а звідти — на територію Білорусі. З прибуттям на Волинь влітку 1943 року партизанського з'єднання О. Ф. Федорова Шацький партизанський загін влився до його складу. 3 серпня 1943 року партизани розгромили німецький гарнізон і визволили Шацьк від німців і поліцаїв. Остаточне відбиття райцентру від німців припадає на 21 липня 1944 року.
Після встановлення радянської влади відразу ж поновилася й робота її районних установ. 42 юнаки і чоловіки з Шацька були мобілізовані в ряди Червоної Армії на фронт. Розпочалась відбудова господарства  та житлового фонду. Найбільшими підприємствами стали промкомбінат, рибзавод, молокозавод, пекарня, цегляний завод. 1957 року створена міжколгоспна будівельна організація. А засновану ще до війни МТС перетворено на сучасне ремонтно-транспортне підприємство. На початку 1990-х років промкомбінат розділився на 2 приватизовані фабрики — «Чайка» (меблеве виробництво) і «Шачанку» (швейні вироби). В системі райспоживспілки нині працюють ковбасний цех, цех безалкогольних напоїв, олійниця та борошно-мельно-круп'яне виробництво. Є приватна міні-пекарня. Шацький держлісгосп має цех по переробці ягід, плодів, овочів і березового соку.
На березі озера Пісочне побудований у 1967 році обласний санаторій «Лісова пісня» на 600 місць. Про його фітотерапевтичне відділення знають далеко за межами Волині. Найчистіша вода озера та чудові лісові краєвиди приваблюють сюди людей на відпочинок та оздоровлення. Урочище «Гряда» на березі мальовничого Світязя перетворилось на велику зону відпочинку. Тут розміщено 68 баз відпочинку підприємств Волинської, Львівської та Рівненської областей.
Селище внесено до Списку історичних населених місць України, затвердженого постановою Кабінету Міністрів України від 26 липня 2001 р. № 878 [Архівовано 4 березня 2016 у Wayback Machine.].
12 червня 2020 року, відповідно до розпорядження Кабінету Міністрів України № 708-р «Про визначення адміністративних центрів та затвердження територій територіальних громад Волинської області», увійшло до складу Шацької селищної територіальної громади.

## Визначні пам'ятки селища

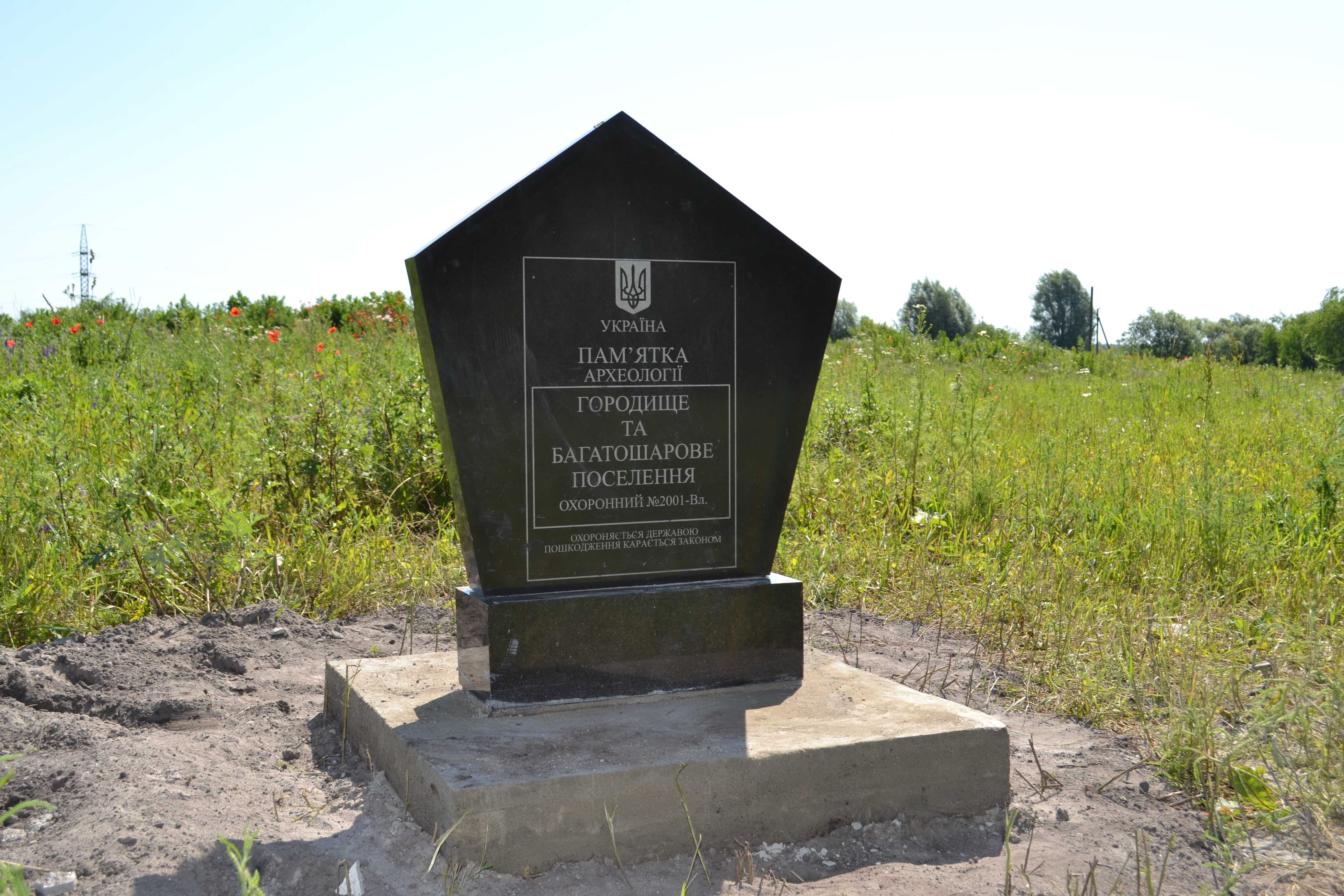
Охоронний знак городища в урочищі Сад

| №, п/п                                  | Найменування пам'ятки                   | Адреса                                  | Датування                               | Дата спорудження; автор                          | Охор. №                                 | Дата і № рішення                                  | Дж.                                     |
| Пам'ятка архітектури місцевого значення | Пам'ятка архітектури місцевого значення | Пам'ятка архітектури місцевого значення | Пам'ятка архітектури місцевого значення | Пам'ятка архітектури місцевого значення          | Пам'ятка архітектури місцевого значення | Пам'ятка архітектури місцевого значення           | Пам'ятка архітектури місцевого значення |
| --------------------------------------- | --------------------------------------- | --------------------------------------- | --------------------------------------- | ------------------------------------------------ | --------------------------------------- | ------------------------------------------------- | --------------------------------------- |
| 1                                       | Церква Різдва Богородиці                | с-ще. Шацьк                             | —                                       | 1838 р.                                          | 271-м                                   | Рішення виконкому облради від 03.04.92 р. № 76    | [ 18 ]                                  |
| Пам'ятки історії місцевого значення     |                                         |                                         |                                         |                                                  |                                         |                                                   |                                         |
| 1                                       | Могила братська радянських воїнів       | с-ще. Шацьк                             | 1944 р.                                 | 1957 рр.; Львівська кераміко-скульптурна фабрика | 214                                     | Рішення виконкому облради від 04.08.69 р. № 360-р | ↑                                       |
| 2                                       | Пам'ятник землякам                      | с-ще. Шацьк                             | 1941-1945 рр.                           | 1967 рр.; Львівська кераміко-скульптурна фабрика | 194                                     | -//-                                              | ↑                                       |
| 3                                       | Могила розстріляних євреїв              | с-ще. Шацьк                             | 1942 р.                                 | 1990 р.; 1995 р. (пам'ятник замінений новим)     | 681                                     | Рішення виконкому облради від 22.06.99 р. № 415-р | ↑                                       |
| Пам'ятка археології місцевого значення  |                                         |                                         |                                         |                                                  |                                         |                                                   |                                         |
| 1                                       | Городище та поселення                   | с-ще. Шацьк, ур. Сад                    | 11—14 ст.                               | —                                                | 2001-Вл                                 | Наказ МКТ від 13.07.2009 № 521/0/16-09            | [ 19 ]                                  |

## Медицина

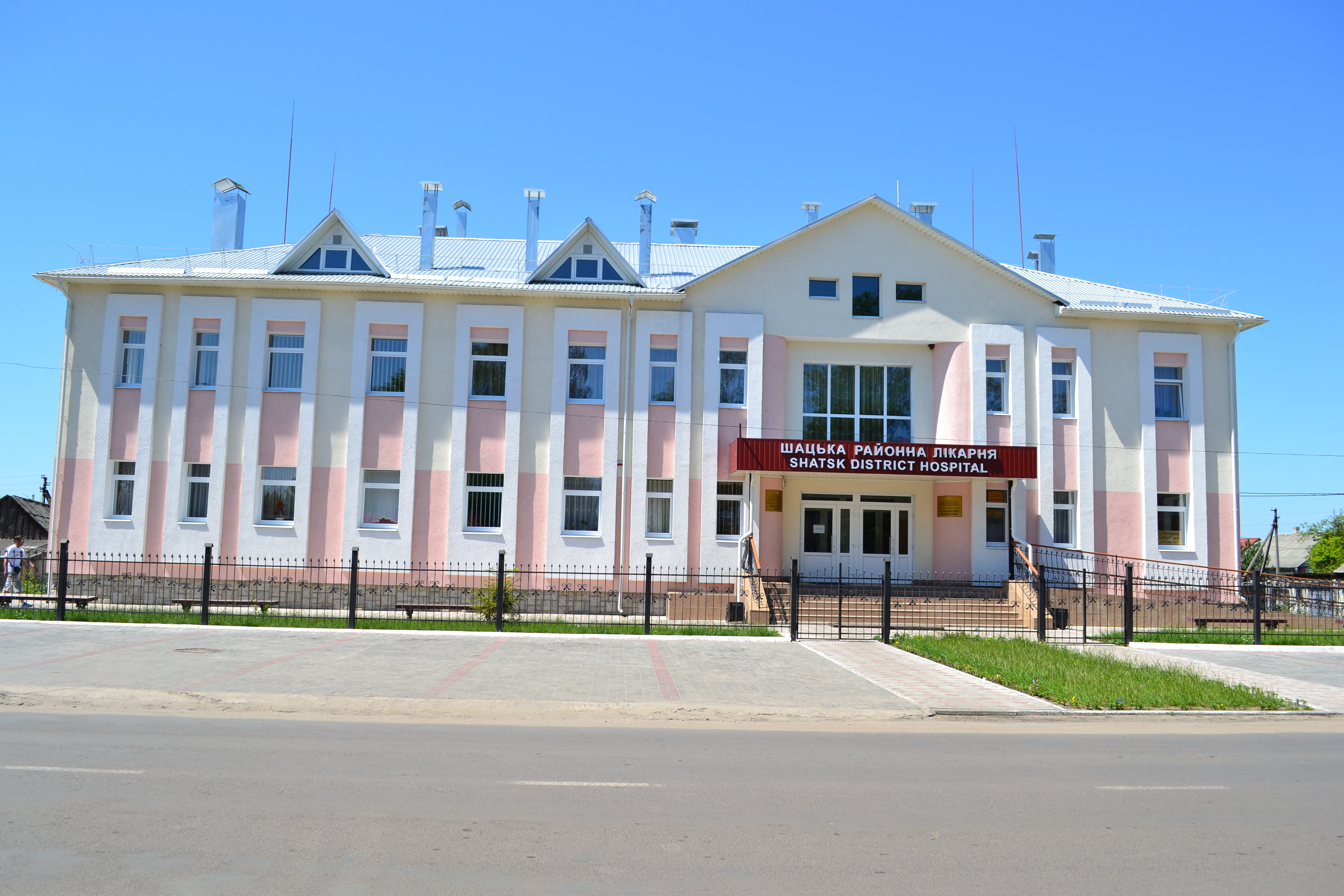
Шацька районна лікарня

На початку 1920-х років у Любомльському повіті, до якого належав і Шацьк, склалася складна ситуація з санітарним станом, пов'язана з тривалою війною та розрухою. Коли у 1921 році на Волині вже діяло 10 лікарень на 450 місць та 30 амбулаторій, на території Любомльщини не було жодного лікувального закладу. Згодом в Любомльському повіті розпочалася розбудова охорони здоров'я. Повіт було поділено на 3 лікарські райони з центрами в Любомлі, Шацьку та Опалині. У Шацьку при повітовому шпиталі повітовий відділ утримував амбулаторію, де хворий за знижену до 1 злотого плату міг розраховувати на ґрунтовне медичне обстеження та лікування. Також у Шацьку від самого початку організації органів місцевого самоврядування діяв повітовий шпиталь на 30 ліжок. Окрім будинку для хворих, шпиталь мав також пральню та морг, у 1935 році було побудовано для шпиталю ще й господарський будинок. До шпиталю в Шацьку, крім мешканців довколишніх гмін, прибували на лікування хворі з Ковельського та Володимирського повітів, а також з Брестського повіту Поліського воєводства. Повітовий шпиталь у Шацьку не міг себе утримувати, бо його прибутки були набагато менші, аніж витрати. Для нормального функціонування шпиталю щороку виділялися кошти з повітового бюджету.
На середину 1930-х років у Любомльському повіті діяло дві лікарні на 30 ліжок: у місті Любомлі та в селі Шацьк Шацької гміни. У Шацьку працювали один лікар та один акушер.
Практично протягом усього міжвоєнного періоду охорона здоров'я на Любомльщині була в неналежному стані. Бракувало лікарняних установ та лікарів у них. Населення повіту залишалось незахищеним навіть перед хворобами, з якими вже велася ефективна боротьба в цивілізованих країнах.
Нині у Шацьку працює центральна районна лікарня на 90 ліжок. Для потреб населення функціонують хірургічне, терапевтичне, дитяче, поліклінічне та пологове відділення. Ведеться будівництво поліклініки на 150 відвідувань в зміну. В лікарні 30 лікарів та 64 чоловік середнього медичного персоналу.

## Культура та освіта
У селищі діють:
- дві школи: І-ІІІ ступенів і І-ІІ ступенів, в яких навчається 847 дітей, працює 80 вчителів;
- два дитячі садки, де виховується 130 дітей;
- Шацький лісовий коледж імені Валентина Сулька, який готує майстрів лісу та єгерів для потреб різних регіонів України. Його відкрито як Шацький лісовий технікум у 1963 році на базі держлісгоспу. Технікум реорганізовано у коледж в 2006 році.
- районний та міський будинки культури;
- кінотеатр «Чайка» на 300 місць;
- три бібліотеки;
- музична школа, яку відвідує понад 50 дітей Шацька та навколишніх сіл;
- районна спортивна школа, яка готує спортсменів з веслування. Захарченко Анатолій Васильович став чемпіоном України з веслування на каное серед дорослих, Гарват Тетяна виборола з веслування на байдарці кубок України серед юнаків[14].

## Релігія

### Релігійні організації
| №, п/п | Конфесія                                               | Кількість релігійних громад |
| 1      | Українська православна церква (Московський патріархат) | 2                           |
| 2      | Православна церква України                             | 1                           |
| 3      | Українська греко-католицька церква                     | 1                           |
| 4      | ЄХБ                                                    | 1                           |
| 5      | ХВЄ-П                                                  | 1                           |

### Культові споруди
- Православна церква Різдва Пресвятої Богородиці (УПЦ МП), яка побудована графом Владиславом Браницьким у 1838 році і є пам'яткою архітектури;
- Православна каплиця святої Тетяни (ПЦУ), споруджена у 2009 році на території Шацького лісового коледжу ім. В. В. Сулька;
- 2 протестантські молитовні будинки.

Найближчим часом у селищі з'явиться ще 2 храми:
- Православна церква святого Онуфрія (УПЦ МП) — в стані будівництва, богослужіння звершуються у тимчасовому храмі;
- Православна церква святого Михайла (ПЦУ) — будується, богослужіння звершують у каплиці святої Тетяни;

## Транспорт

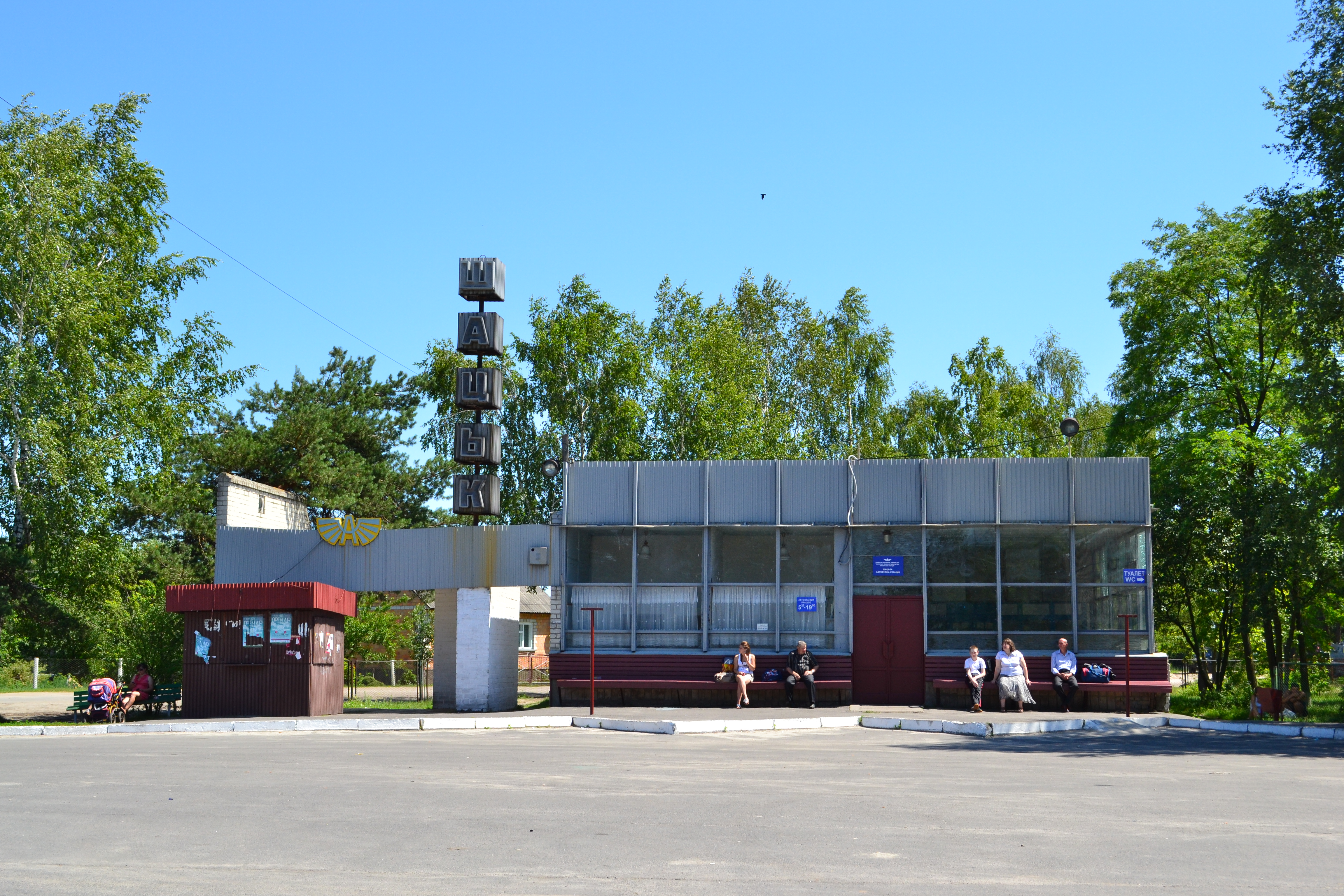
Автостанція в Шацьку

Через селище проходить автошлях Т 0302 Піща—Гранівка. Шлях від облцентру Луцька проходить автотрасою М19, яка збігається із єврошосе E85), і згодом переходить в автошлях М07, після чого — у автошлях Т 0302.
У селищі працює автостанція, через яку автобусами та маршрутними таксі здійснюються перевезення Шацьким районом, Волинською областю та Україною.
Найближча залізнична станція знаходиться в Любомлі за 33 км від селища — Станція «Любомль».

## Пошта, зв'язок, банківська сфера, ЗМІ

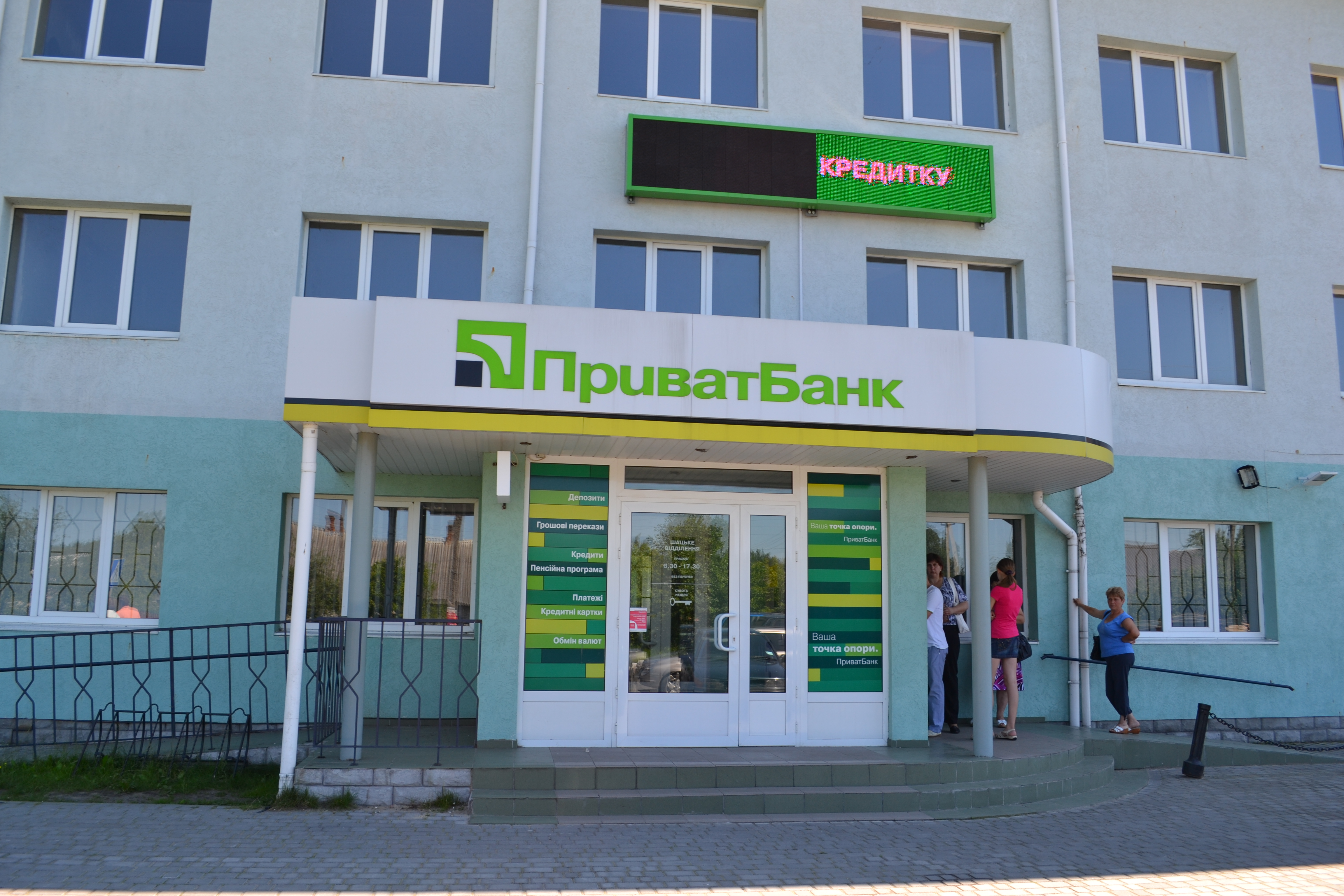
Відділення «Приватбанку» в Шацьку

Головним оператором надання населенню поштових послуг у селищі є філія національного оператора підприємства УДППЗ «Укрпошта».
Основний та єдиний оператор фіксованого зв'язку — ВАТ «Укртелеком». Код селища +380-3355.
Послуги стільникового зв'язку тут надають такі оператори, як Київстар, Vodafone та lifecell.
Доступ до Інтернету забезпечує провайдер «Укртелеком».
Банківська сфера селища представлена 3 філіями та відділеннями:
- «Райффайзен банк Аваль»,
- ВАТ «Державний ощадний банк України»,
- ПАТ КБ «Приватбанк».

Друковані ЗМІ цього населеного пункту представлені районною громадсько-політичною газетою «Шацький край», яка виходить один раз на тиждень — в суботу. Головний редактор — Грицюк Віктор Петрович.

## Пам'ятники
- пам'ятник Тарасові Шевченку, встановлений у сквері в центрі селища;
- пам'ятник невідомому солдату, побудований на братській могилі радянських воїнів 1941–1944 років;
- обеліски на честь загиблих в роки Великої Вітчизняної війни, споруджені на вул. 50 років Перемоги та вул. Гагаріна[14];
- пам'ятник розстріляним євреям, встановлений у 1990 році на місці їхнього розстрілу, у 1995 році замінений новим[25];

## Галерея

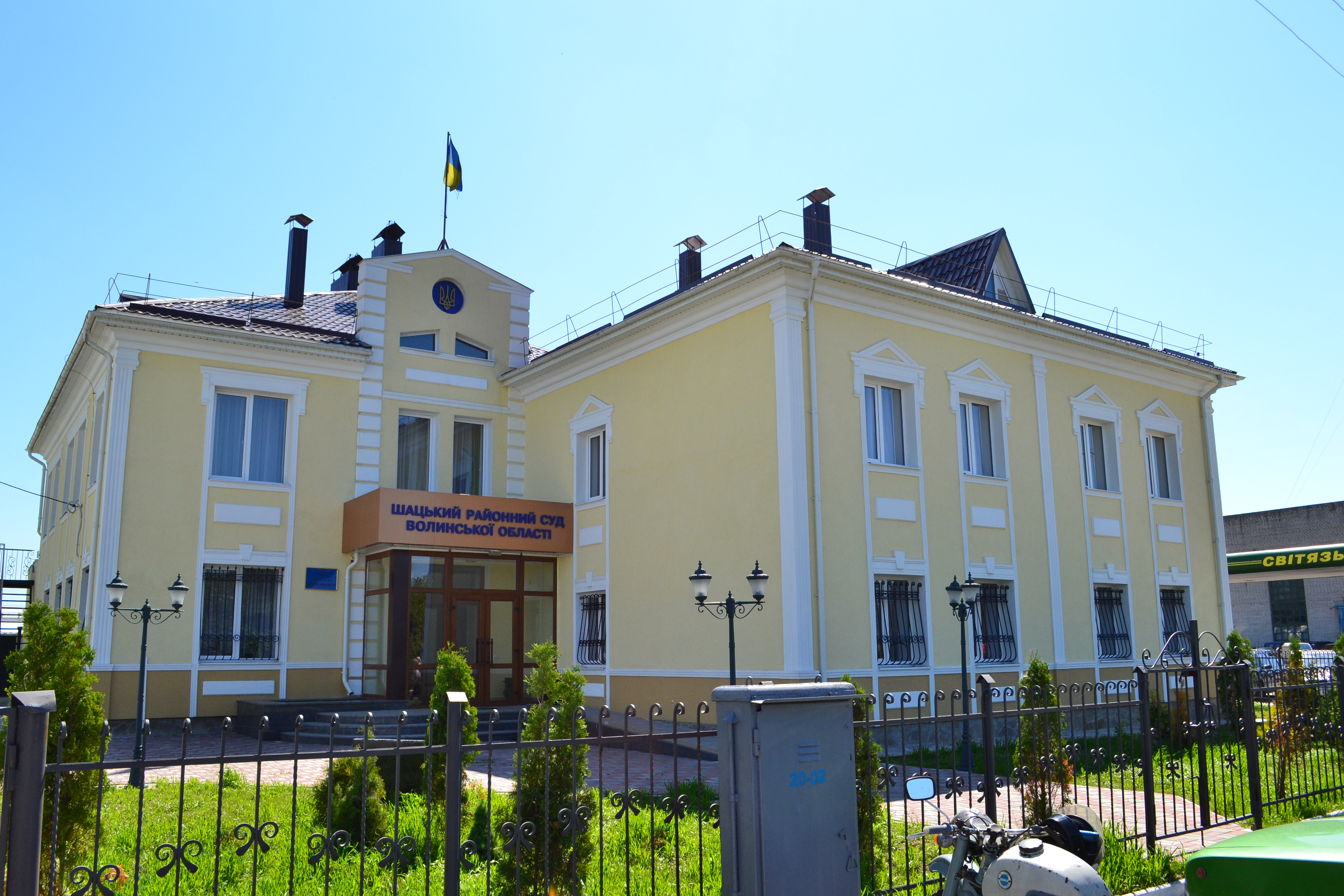
Шацький районний суд
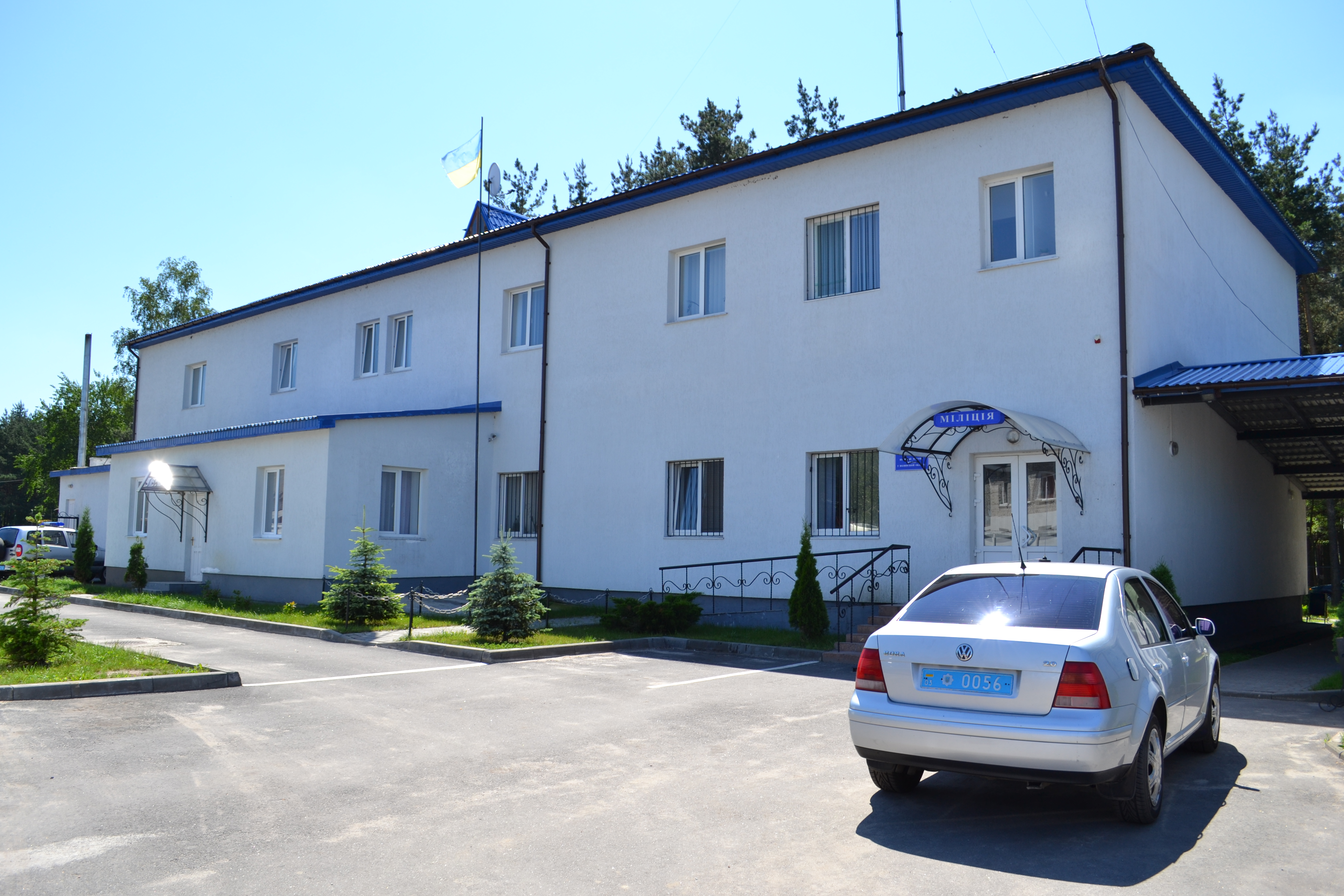
Поліція
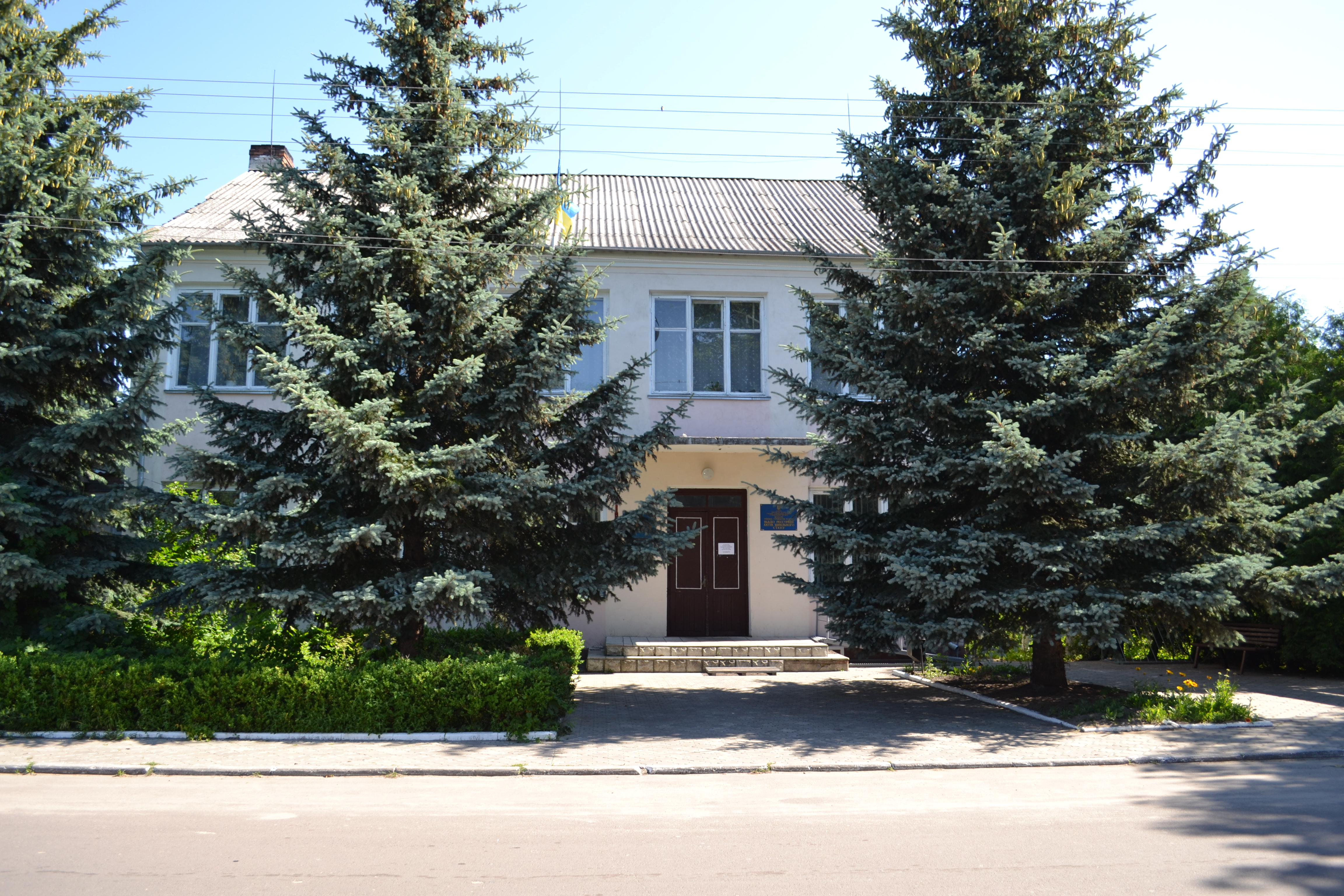
Шацька селищна рада
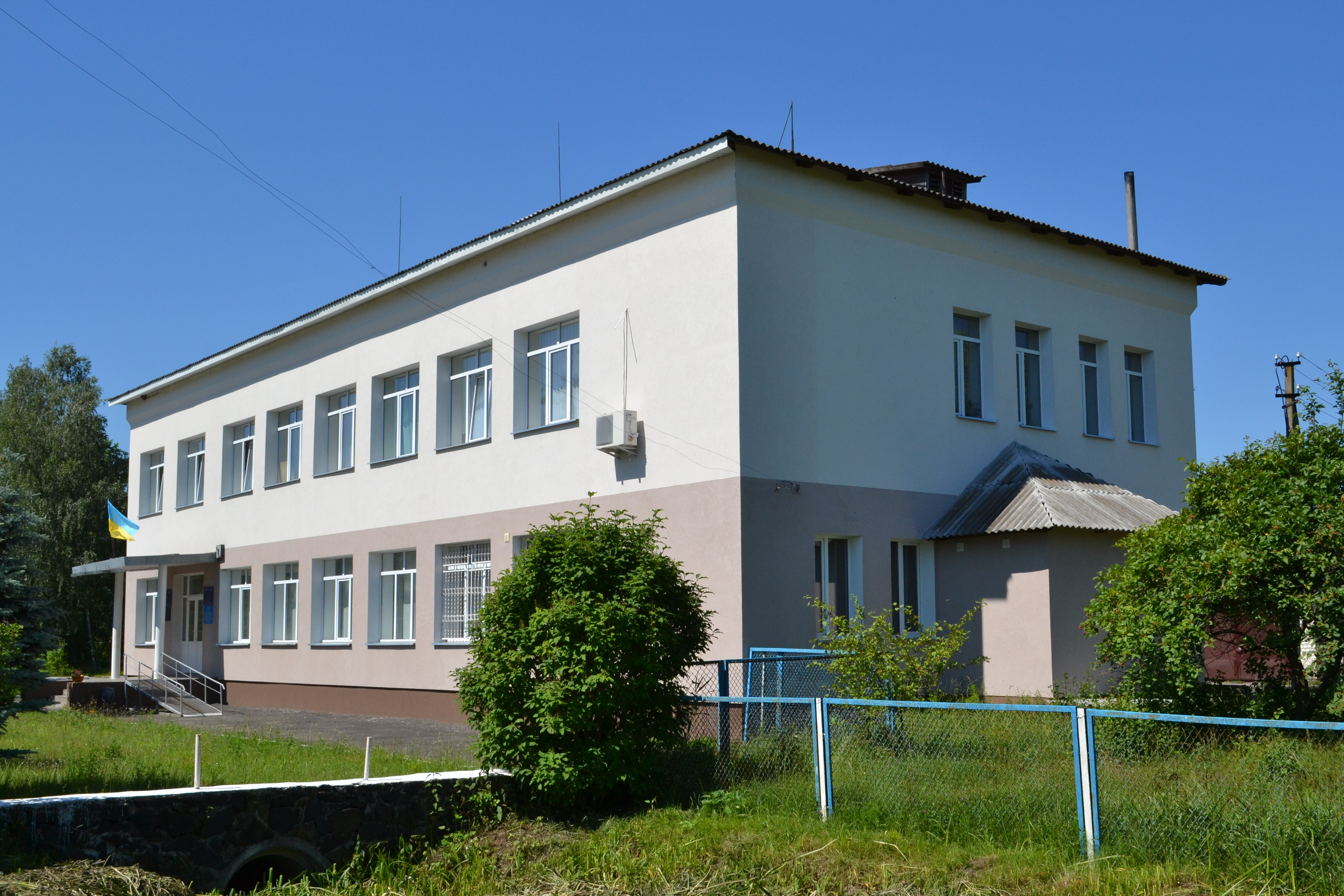
Шацька районна рада і Районна державна адміністрація
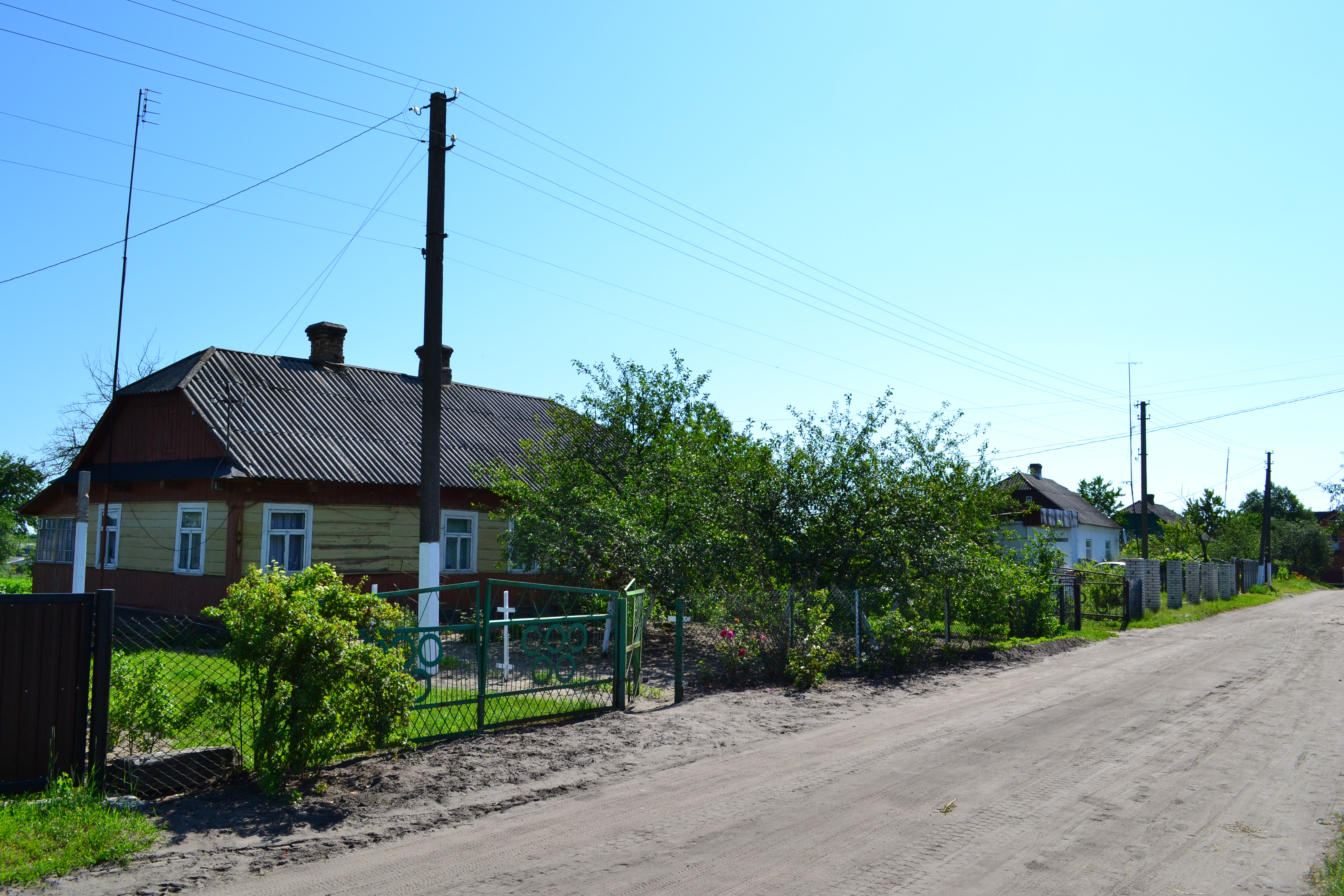
Традиційна вулиця в Шацьку
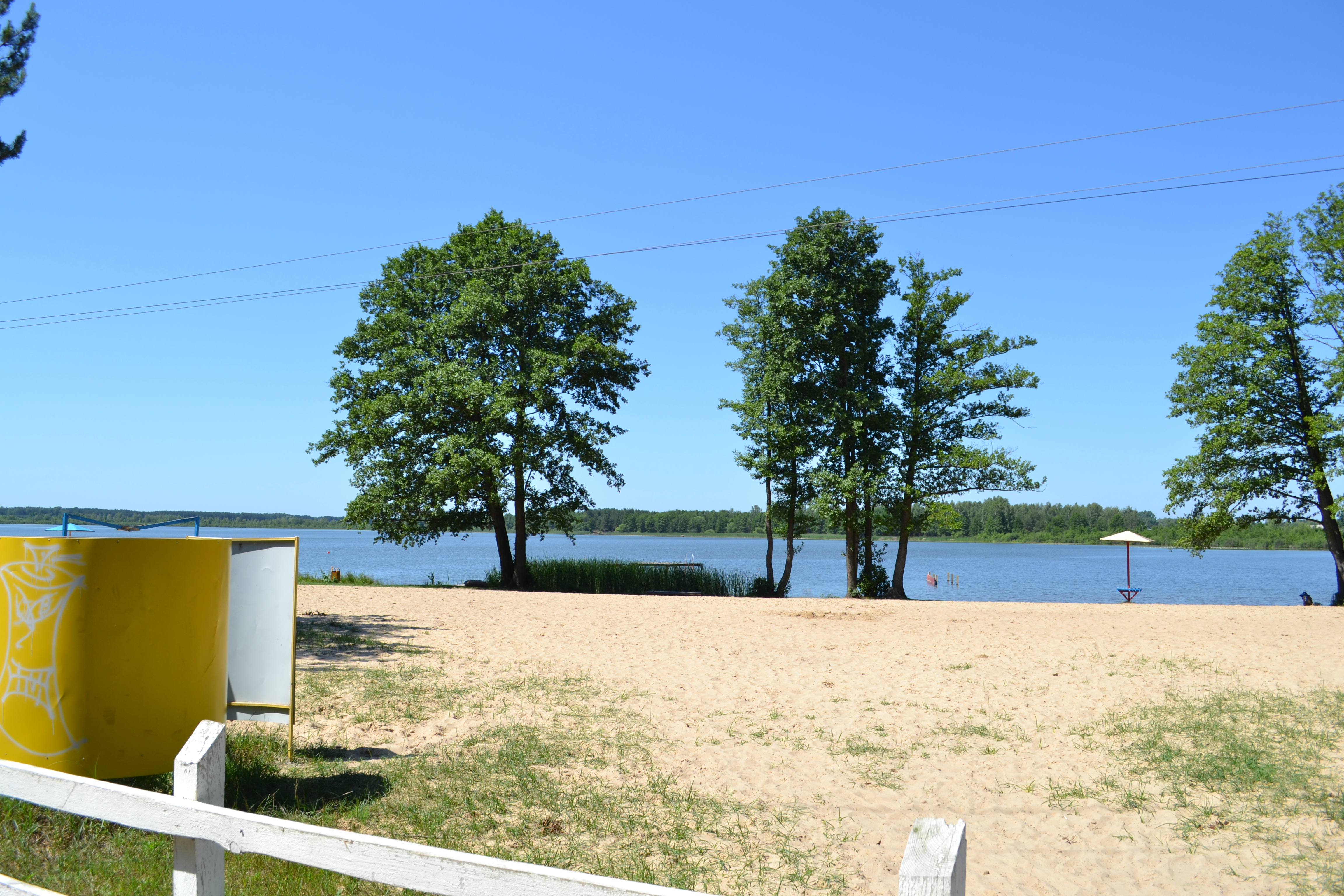
Озеро Чорне Велике на південно-західній околиці селища
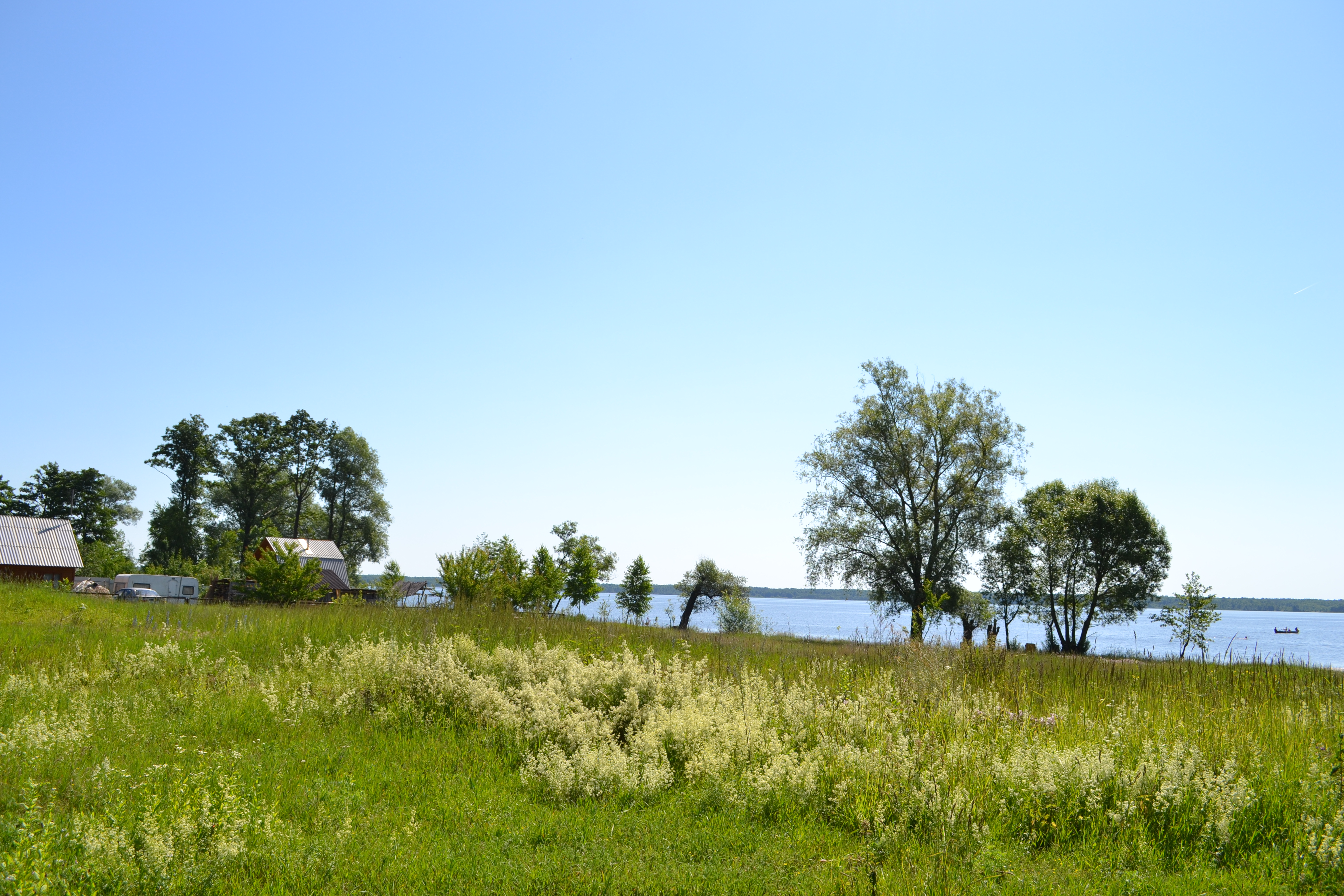
Озеро Люцимер на південно-східній околиці Шацька
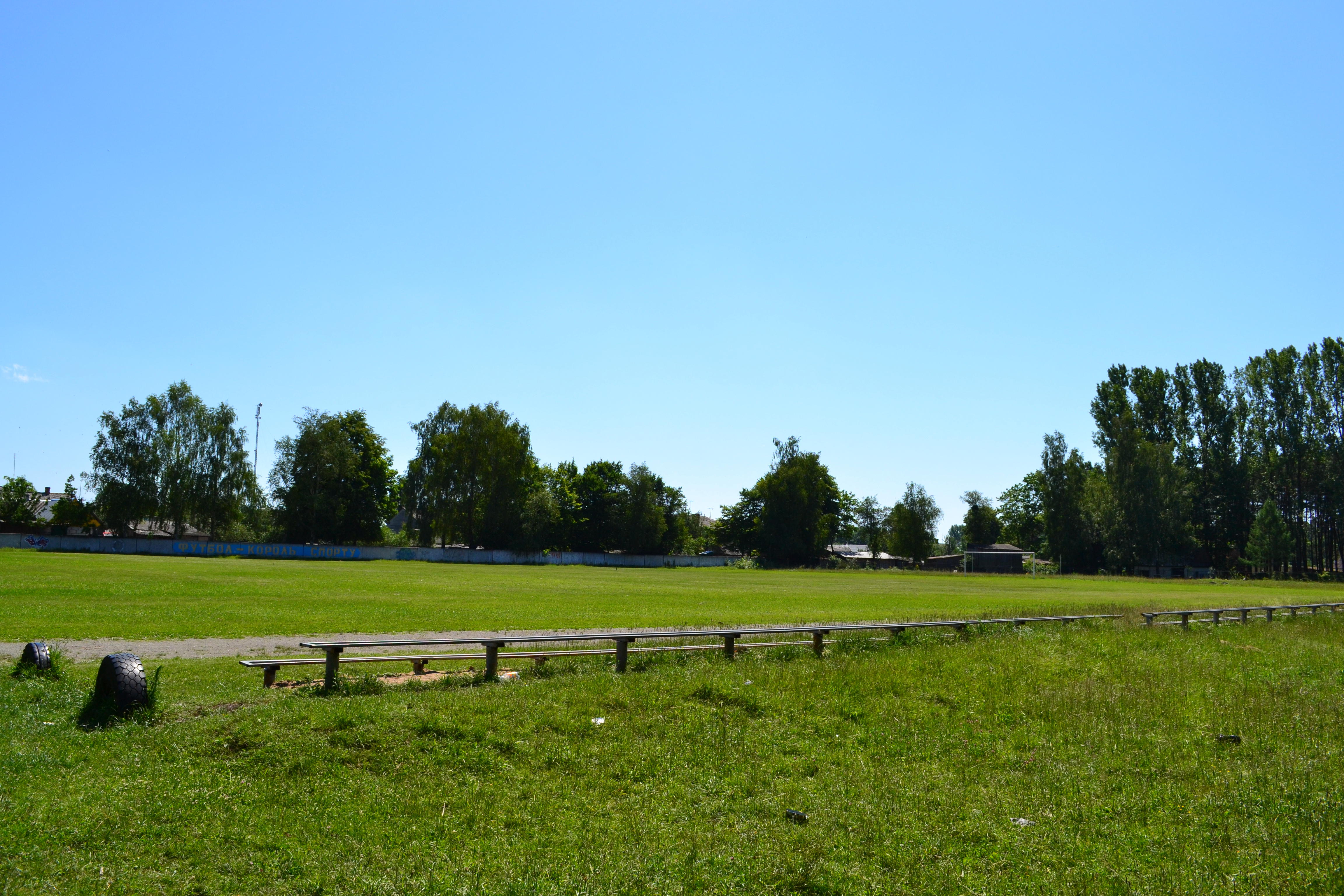
Футбольний стадіон
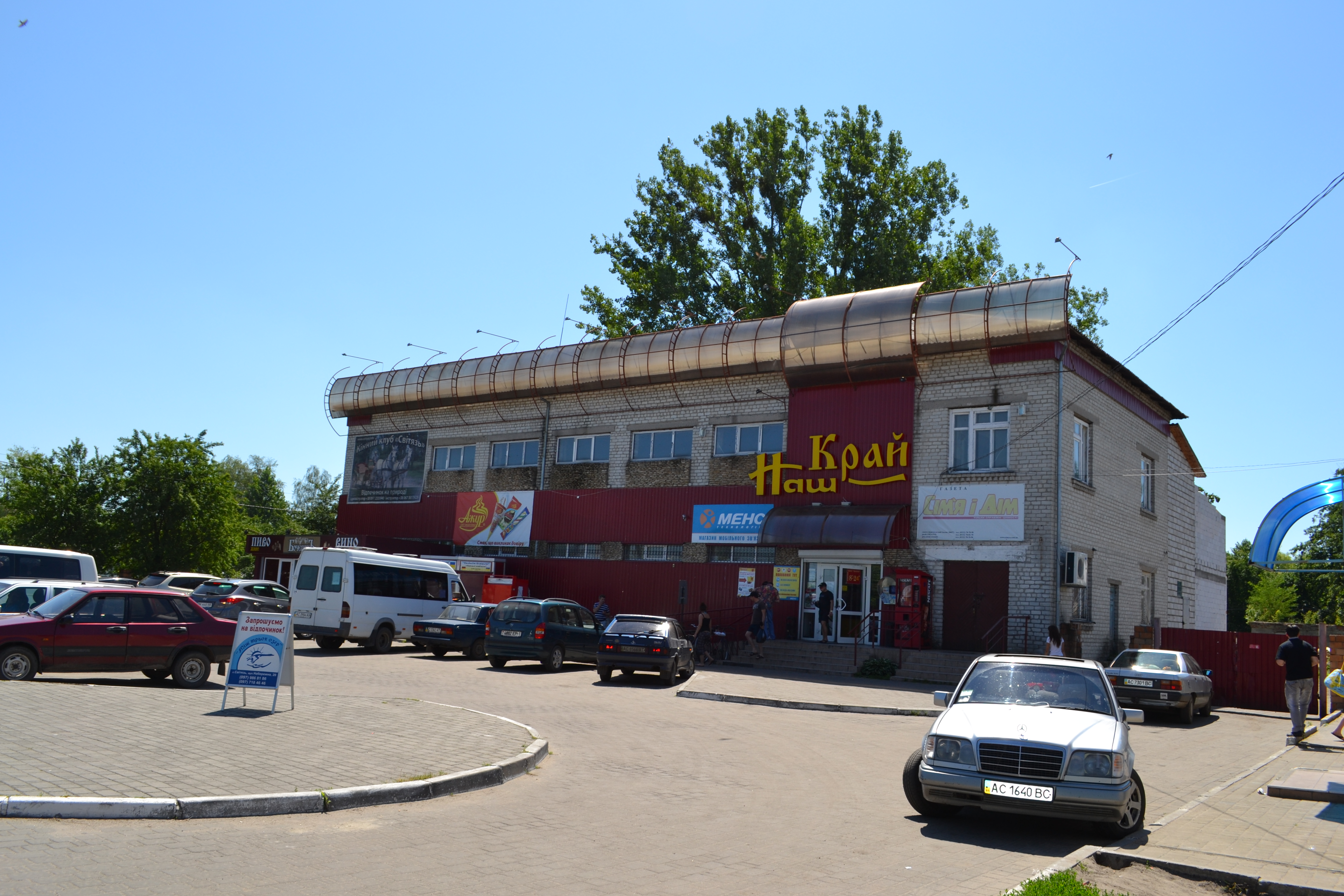
Супермаркет «Наш Край» в селищі
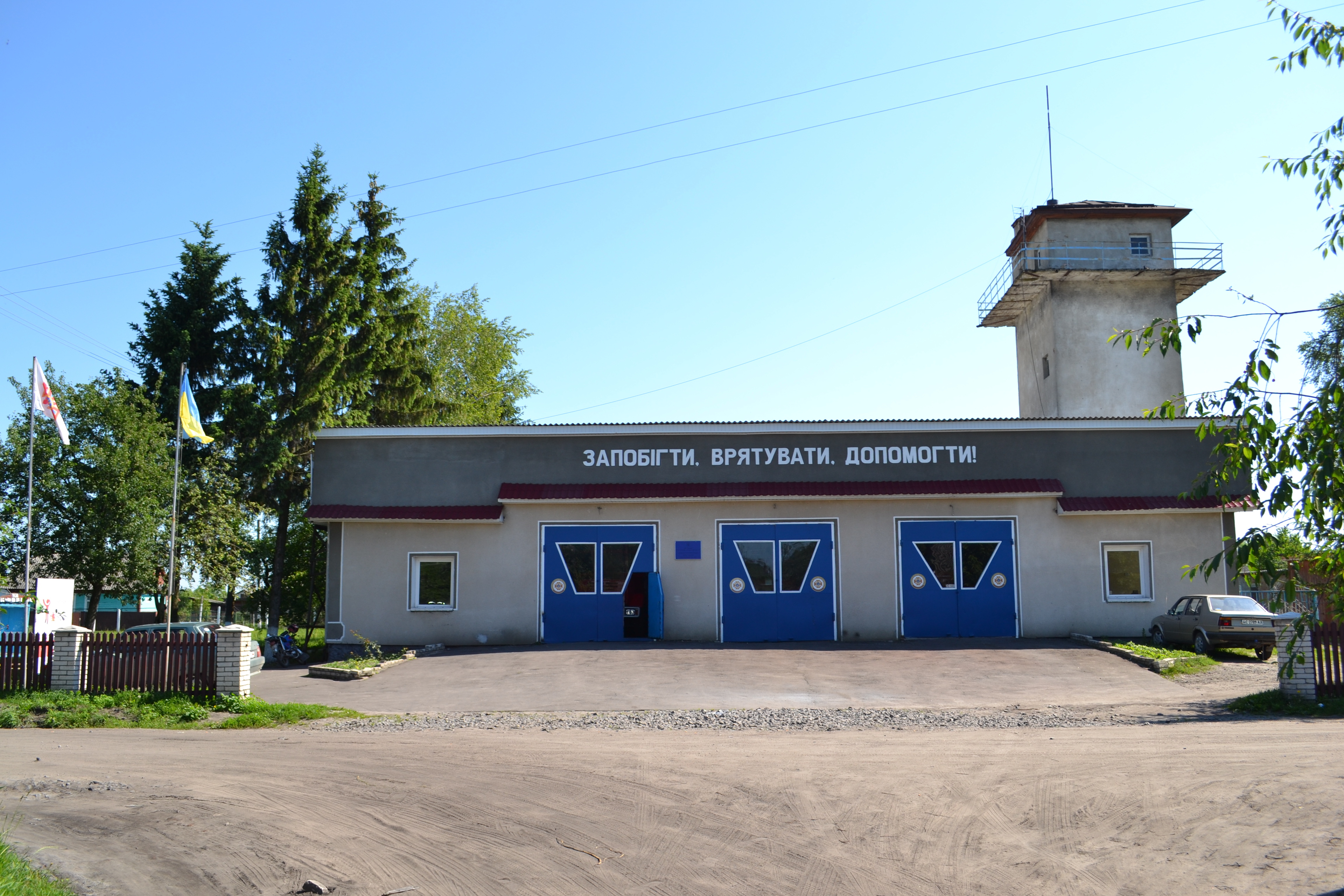
Пожежна частина Шацька

## Постаті
- Мокренко Сергій Вікторович (1993—2017) — солдат Збройних сил України, учасник російсько-української війни.

Воїни, які віддали життя за рідну державу. Їхній подвиг навіки ввійде в історію нашого народу (Шацький район):
- Грибук Сергій
- Стаднік Віталій
- Чак Олександр
- Положевець Олександр
- Костюк Олександр
- Челядин Демид
- Ільчук Вадим
- Гінчук Володимир
- Цюп'яшук Іван
- Полінкевич Андрій
- Гірич Віктор
- Сіжук Віктор
- Гінчук Сергій
- Михальчук Андрій
- Мегель Олександр
- Жипа Олександр
- Наумич Владислав
- Занюк Сергій
- Прокопчук Роман
- Хомик Ігор
- Задерей Денис
- Буштер Віктор
- Зубчик Валерій
- Гірикович Володимир
- Карпук Володимир
- Голінчук Микола
- Цірута Анатолій
- Войтович Микола
- Бондарчук Олександр
- Міщук Ярослав
- Мохнюк Олександр